# Virus de la marbrure de la vigne
Maculavirus vitis
Genre
Espèce
Synonymes
- Grapevine fleck virus (ICTV, 2002)

Le virus de la marbrure de la vigne (GFkV, Grapevine fleck virus), nom scientifique Maculavirus vitis, est une espèce de virus du genre Maculavirus (famille des Tymoviridae) dont c'est l'unique espèce (genre monotypique). C'est un virus à ARN à simple brin à polarité positive, à génome monopartite, classé dans le groupe IV de la classification Baltimore.
Le GFkV est un phytovirus, à répartition mondiale, qui infecte uniquement la vigne (genre Vitis). Il est limité au phloème. 

## Étymologie
Le nom générique, « Maculavirus », est dérivé du terme latin, macula (tache, moucheture), en référence aux symptômes de la maladie. 

## Génome
Les virions sont des particules quasi sphériques à symétrie icosaédrique d'environ 30 nm de diamètre. 
Le génome du GFvK, monopartite, est constitué d'une molécule d'ARN à simple brin de polarité positive, d'une taille de 7,5 kb. Il présente une queue poly (A) à l'extrémité 3'. 
Ce génome compte quatre ORF (cadres de lecture ouverts).
L'ORF1 code une polyprotéine impliquée dans le processus de réplication. 
L'ORF2 code la protéine de capside (CP) de 24 kDa. 
Les ORF3 et ORF4, situés à l'extrémité 3' du génome, codent des protéines riches en proline de 31 et 16 kDa, respectivement, de fonction inconnue, mais qui montrent une relation distante avec les protéines de mouvement putatives (ORF2) des Tymovirus. La protéine de capside et les protéines codées par les ORF3 et 4 sont produites à partir d'ARN sous-génomiques.

## Plantes-hôtes
Le GFkV est limité aux espèces du genre Vitis, qui sont infectées de façon latente (asymptomatique), à l'exception de Vitis rupestris, qui réagit au GFkV par des taches translucides (mouchetures) sur les feuilles. 
Le GFkV est strictement confiné au phloème des hôtes infectés et n'est pas transmissible par inoculation de la sève. La cytopathologie des infections à GFkV est caractérisée par une modification sévère des mitochondries en structures appelées « corps multivésiculés ». 
Le GFkV n'est pas transmis par les semences, la dissémination du virus se fait donc principalement par la distribution de matériel de multiplication infecté.

## Transmission
Ce virus n'a pas de vecteurs reconnus et n'est pas transmissible par inoculation mécanique, ni par les graines. Il se dissémine principalement par le matériel de multiplication végétative (porte-greffe, greffons) infecté.
Des cas de dissémination du GFkV sur le terrain ont été signalés, mais le vecteur est inconnu.

## Liste des non-classés
Selon NCBI (13 février 2021) :
- non-classé Grapevine fleck virus isolate MT48

## Réglementation
En France, selon l'arrêté du 17 juin 2020 relatif à la sélection, à la production, à la circulation et à la distribution des matériels de multiplication végétative de la vigne, la présence du virus de la marbrure de la vigne n'est pas tolérée chez les porte-greffes de Vitis sp. et de leurs hybrides, à l'exception de Vitis vinifera L.. 
Cette disposition concernant les porte-greffes est également en vigueur au niveau de l'Union européenne en vertu de la directive 2005/43/CE de la Commission du 23 juin 2005 relative à la commercialisation des matériels de multiplication végétative de la vigne.